# Woiwodschaft Lebus

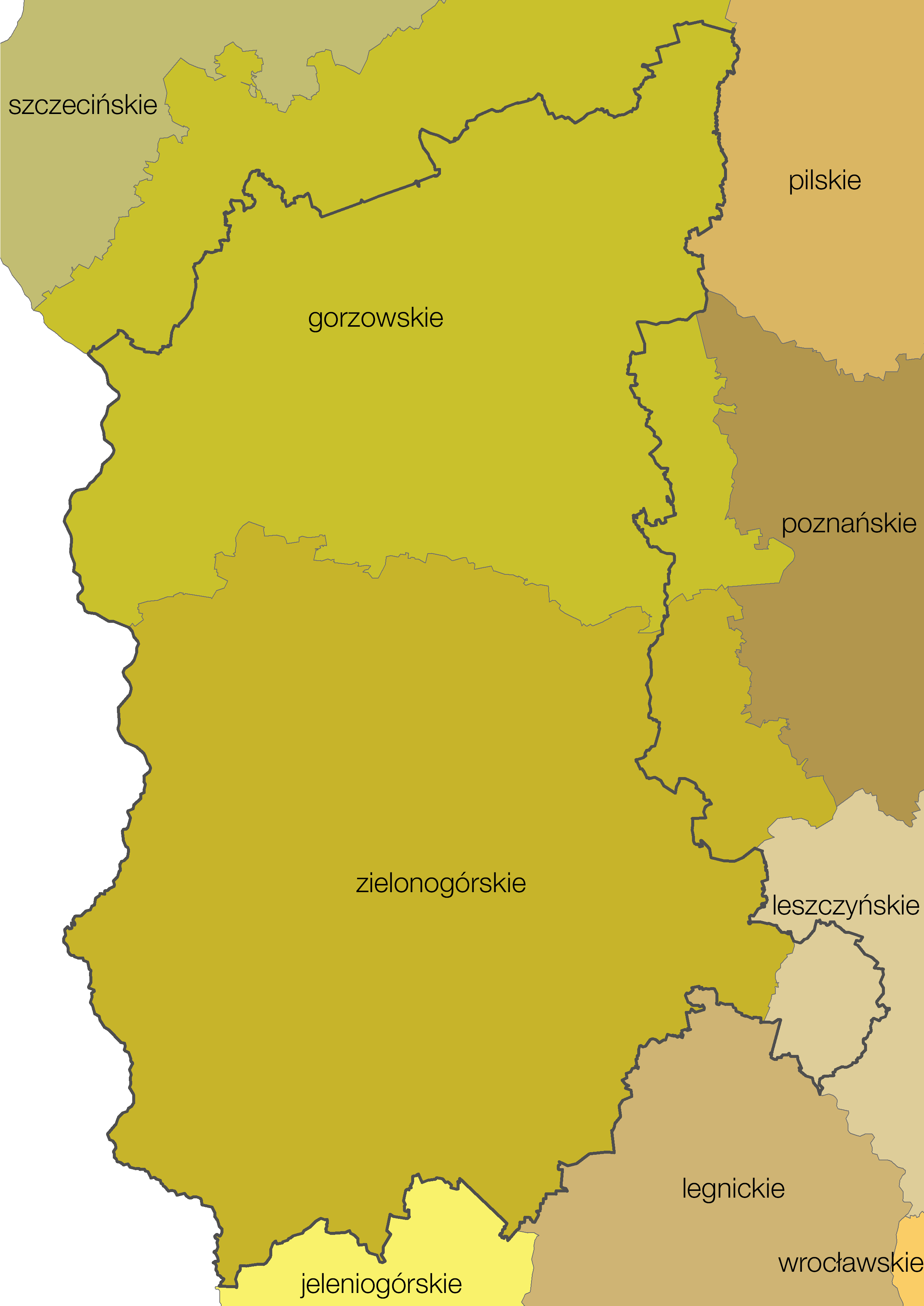
Aufteilung der Woiwodschaft Lebus in ehemalige Woiwodschaften

Die Woiwodschaft Lebus (polnisch województwo lubuskie) ist eine der 16 Woiwodschaften, in die die Republik Polen gegliedert ist. Sie grenzt im Westen an die deutschen Länder Brandenburg und Sachsen, im Norden an die Woiwodschaft Westpommern, im Osten an die Woiwodschaft Großpolen sowie im Süden an die Woiwodschaft Niederschlesien und umfasst im Wesentlichen die frühere brandenburgische Neumark (Ostbrandenburg) sowie Teile des nördlichen Niederschlesiens, der östlichen Niederlausitz und des westlichen Großpolen.
Die Hauptstädte der Woiwodschaft Lebus sind Gorzów Wielkopolski (Landsberg an der Warthe) als Sitz des von der Zentralregierung eingesetzten Woiwoden, der für die Verwaltung der zentral aus Warschau zugeteilten Finanzen, für das Innenressort und für die Polizei zuständig ist, sowie Zielona Góra (Grünberg) als Sitz des Woiwodschaftsmarschalls, seiner Regierung und des Regionalparlaments (Sejmik).

## Geschichte
Die Namensgebung der Woiwodschaft bezieht sich auf das historische, beiderseits der Oder gelegene Land Lebus. Die Stadt Lebus befindet sich am westlichen Ufer in Deutschland, sie war seit der Inbesitznahme durch Bolesław Chrobry bis Mitte des 13. Jahrhunderts polnischer Fürsten- und Bischofssitz. Später gehörte der größte Teil der heutigen Woiwodschaft bis 1945 zur Mark Brandenburg sowie zu Niederschlesien, aber Powiat Międzyrzecki, Gmina Kargowa, Gmina Babimost, Gmina Zbąszynek, Gmina Wschowa, Gmina Szlichtyngowa, der Ostteil der Gmina Sulęcin mit Trzemeszno Lubuskie (Schermeisel), Wielowieś (Langenpfuhl), Grochowo (Grochow), Zarzyń (Seeren) und Pamiątkowice, sowie der nördlich von Packlitz gelegene Teil der Gmina Świebodzin mit Gościkowo (Paradies) und Nowy Dworek (Neuhöfchen), blieben Teile Großpolens.
Die deutsche Bevölkerung in diesem Gebiet wurde, sofern sie nicht bereits geflohen war, nach 1945 vertrieben. Die zur selben Zeit neu angesiedelten, überwiegend polnischen Bewohner waren zuvor wiederum zum Teil im Zuge der Zwangsumsiedlung von Polen aus den ehemaligen polnischen Ostgebieten vertrieben worden.
Die heutige Woiwodschaft entstand 1999 im Zuge einer Verwaltungsreform aus der Vereinigung der damaligen Woiwodschaften Gorzów Wielkopolski (Landsberg) und Zielona Góra (Grünberg) sowie aus einem kleinen Teil der Woiwodschaft Leszno (Lissa).

## Wappen
Beschreibung: In Rot und Grün gespalten, vorn am Spalt ein goldgekrönter, goldgeständerter und -bewehrter mit goldenem Kleestängel bedeckter silberner Adler und hinten zwei goldene sechszackige Sterne pfahlgestellt.

## Verwaltungsgliederung
Die Woiwodschaft Lebus ist in 12 Landkreise und zwei kreisfreie Städte unterteilt. Sie liegen zwar jeweils innerhalb eines gleichnamigen Landkreises, gehören ihm aber selbst nicht an.

### Kreisfreie Städte
- Gorzów Wielkopolski (Landsberg a.d. Warthe) 122.589; 86 km²
- Zielona Góra (Grünberg) 140.892; 278 km²

### Landkreise
- Gorzów Wlkp. 72.291; 1.214 km²
- Krosno Odrzańskie 54.598; 1.391 km²
- Międzyrzecz 57.100; 1.388 km²
- Nowa Sól 85.733; 771 km²
- Słubice 46.944; 999 km²
- Strzelce-Drezdenko 48.621; 1.248 km²
- Sulęcin 35.000; 1.178 km²
- Świebodzin 55.520; 937 km²
- Wschowa 38.613; 624 km²
- Zielona Góra 75.673; 1.350 km²
- Żagań 78.148; 1.132 km²
- Żary 95.423; 1.393 km²

(Einwohner und Fläche am 31. Dezember 2020)
| Landkreise        | Größte        | Kleinste          |
| ----------------- | ------------- | ----------------- |
| flächenmäßig      | Powiat Żarski | Powiat Wschowski  |
| bevölkerungsmäßig | Powiat Żarski | Powiat Sulęciński |

## Geographie

### Landschaft

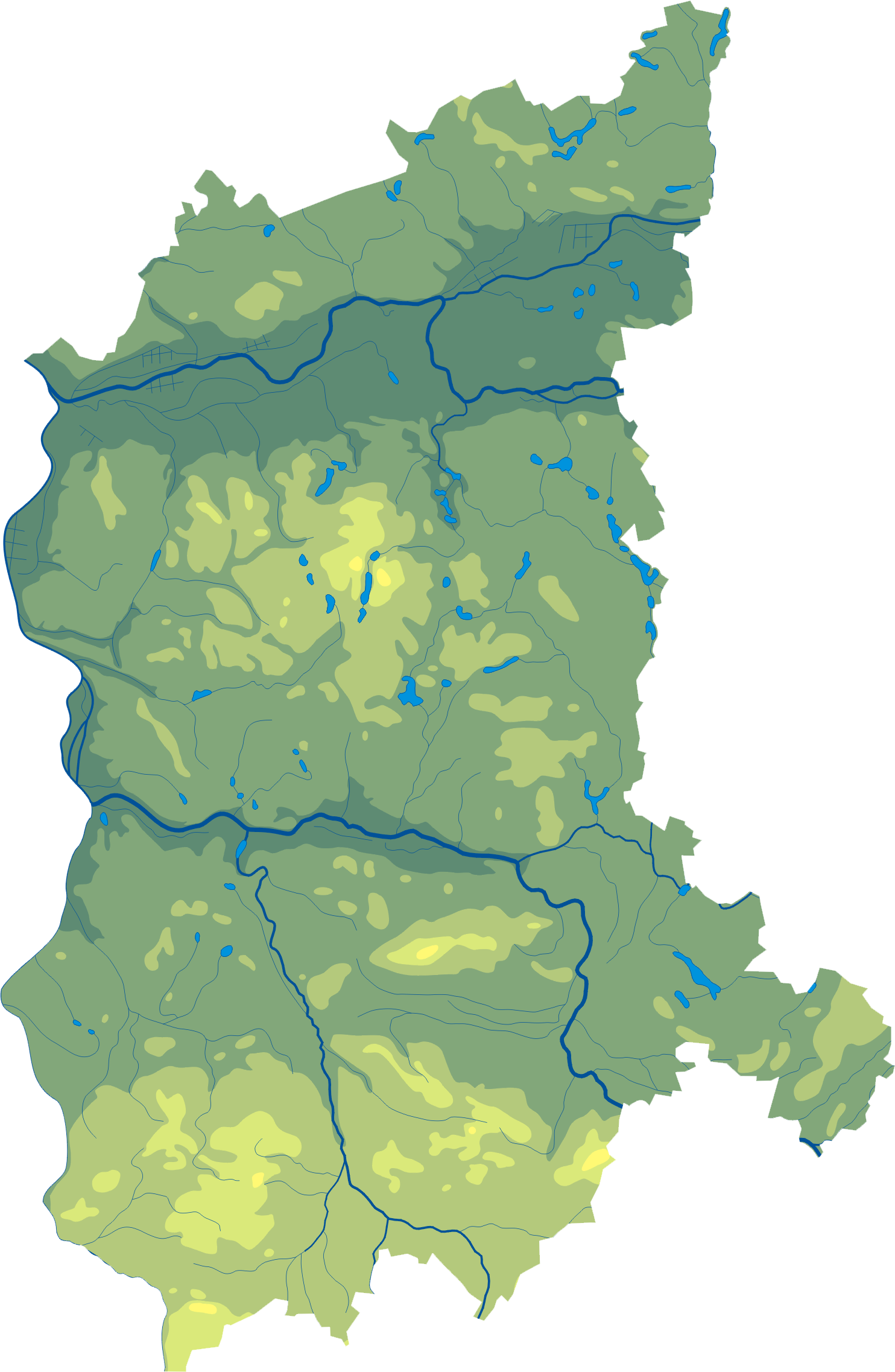
Topographie der Woiwodschaft Lebus

Mit einer Gesamtfläche von 13.988 km² gehört Lebus zu den kleineren Woiwodschaften innerhalb Polens.
Die Erdoberfläche der Region wurde maßgeblich während des Eiszeitalters geprägt. Besonders im Süden der Woiwodschaft finden sich ausgedehnte Höhenzüge, zu denen unter anderem Ausläufer des Lausitzer Grenzwalls gehören, die mit dem 227 Meter hohen Rückenberg (Góra Żarska) den höchsten Punkt der Region markieren. Ähnliche Höhen werden außerdem bei Nowe Miasteczko in den Dalkauer Hügeln (Wzgórza Dalkowskie), bei Zielona Góra im Grünberger Rücken (Wał Zielonogórski) sowie in der Nähe von Łagów erreicht. Zwischen den Höhenlagen befinden sich zahlreiche Urstromtäler, wie beispielsweise das Thorn-Eberswalder Urstromtal, das Warschau-Berliner Urstromtal oder das Glogau-Baruther Urstromtal.
Außerhalb der größeren Städte ist Lebus überwiegend dünn besiedelt. Über die Hälfte der Fläche ist bewaldet, wobei die Niederschlesische Heide (Bory Dolnośląskie) sowie die Puszcza Notecka und die Puszcza Rzepińska die größten geschlossenen Waldgebiete sind. Lebus ist die am stärksten bewaldete Woiwodschaft Polens.

### Rohstoffe
Auf dem Gebiet der Woiwodschaft wurden rund 28 kleinere Erdgas- und 20 Erdölfelder dokumentiert. In den zentralen und südwestlichen Regionen wurden außerdem bedeutende Braunkohlevorkommen nachgewiesen, wobei derzeit jedoch nur in Sieniawa bei Łagów ein kleinerer Braunkohletagebau existiert. Ein großer Tagebau im Bereich Gubin ist derzeit in Planung. Weitere Rohstoffe der Region sind unter anderem Kies (insbesondere entlang des Bóbr), Kupfer, Ton und Tonminerale.

### Gewässer

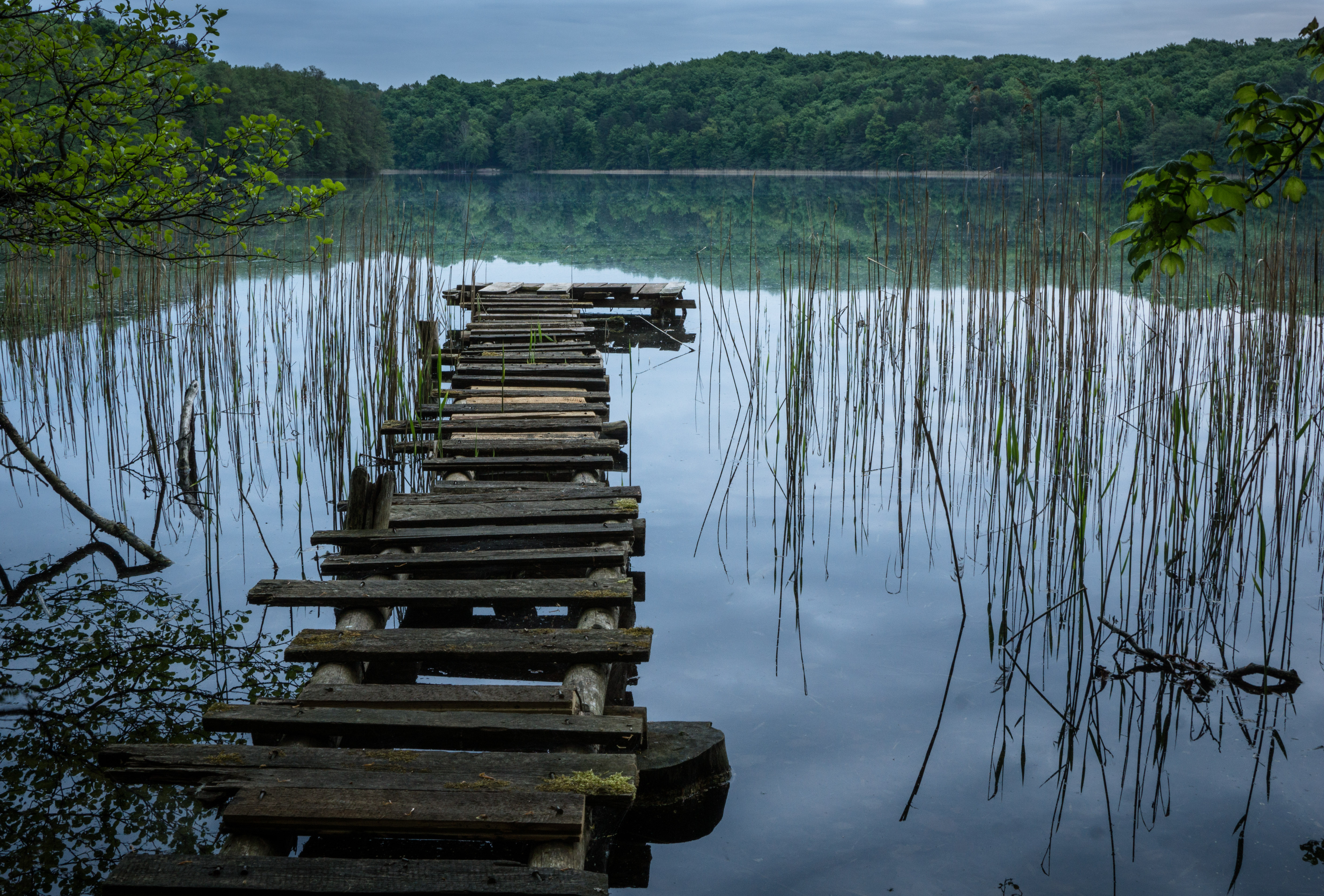
Lebuser Seenplatte bei Łagów

Charakteristisch für die Region sind zahlreiche Seen, von denen 26 die Fläche von 1 km² überschreiten. Der größte See ist dabei mit rund 8,2 km² der Schlawasee (Jezioro Sławskie) in der östlich gelegenen Lissaer Seenplatte (Pojezierze Leszczyńskie) bei Sława. Im Zentrum der Woiwodschaft befindet sich die Lebuser Seenplatte (Pojezierze Lubuskie) mit dem Großen Nischlitzsee (Niesłysz) nahe Świebodzin als größtem See, der knapp 5 km² einnimmt. Anteile an der Südpommerschen Seenplatte (Pojezierze Południowopomorskie) hat die Woiwodschaft zudem im Nordosten, wo sich bei Dobiegniew der Hermsdorfer See (Osiek) befindet.

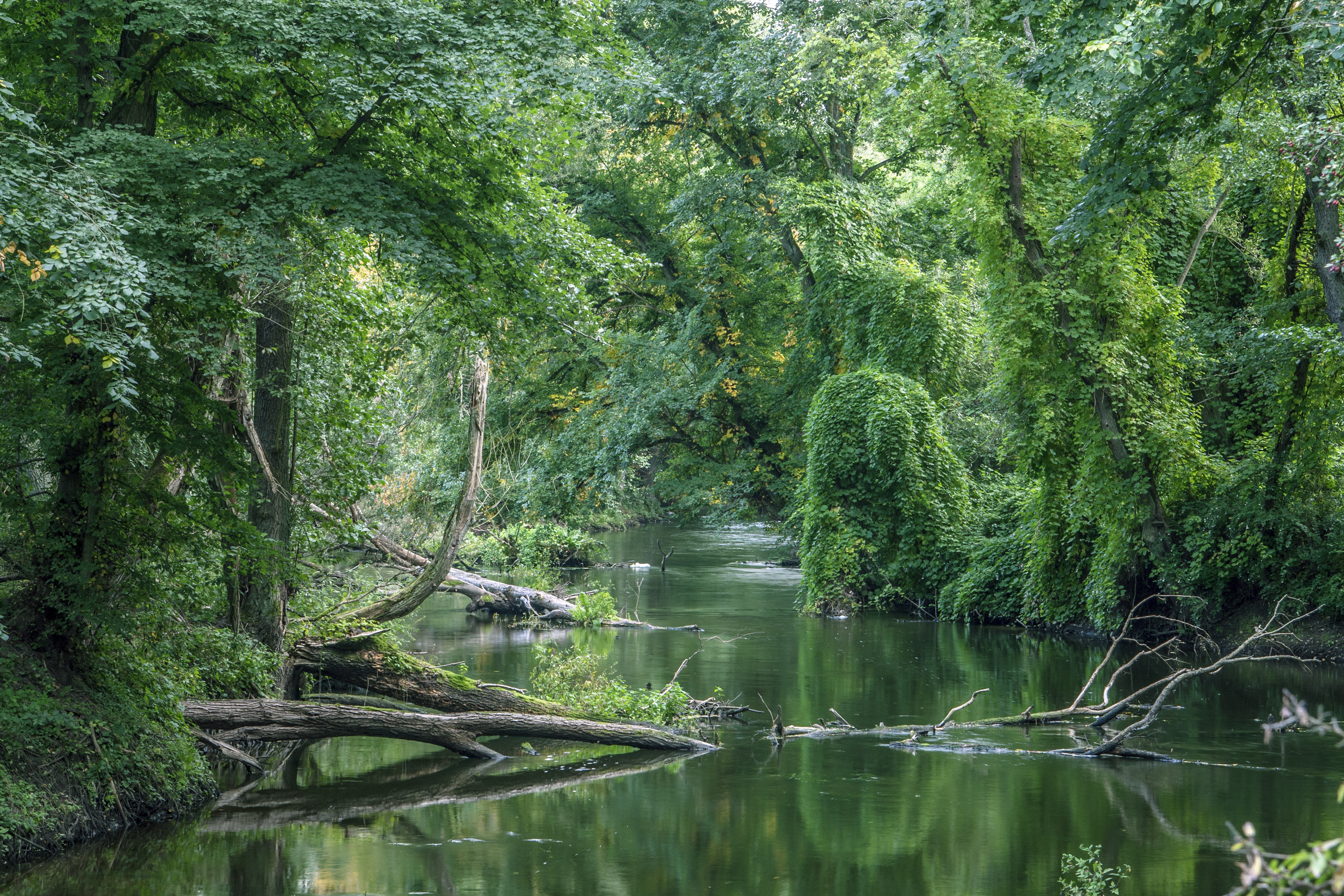
Obra bei Skwierzyna

Die Fläche der Woiwodschaft gehört vollständig zum Einzugsgebiet der Oder. Die wichtigsten Flüsse sind:
- Odra (Oder)
  - Warta (Warthe)
    - Obra
    - Noteć (Netze)
    - Postomia (Postumfließ)

  - Ilanka (Eilang)
  - Pliszka (Pleiske)
  - Nysa Łużycka (Lausitzer Neiße)
    - Lubsza (Lubst)

  - Bóbr (Bober)
    - Kwisa (Queis)
    - Czerna (Tschirne)

  - Obrzyca

### Klima

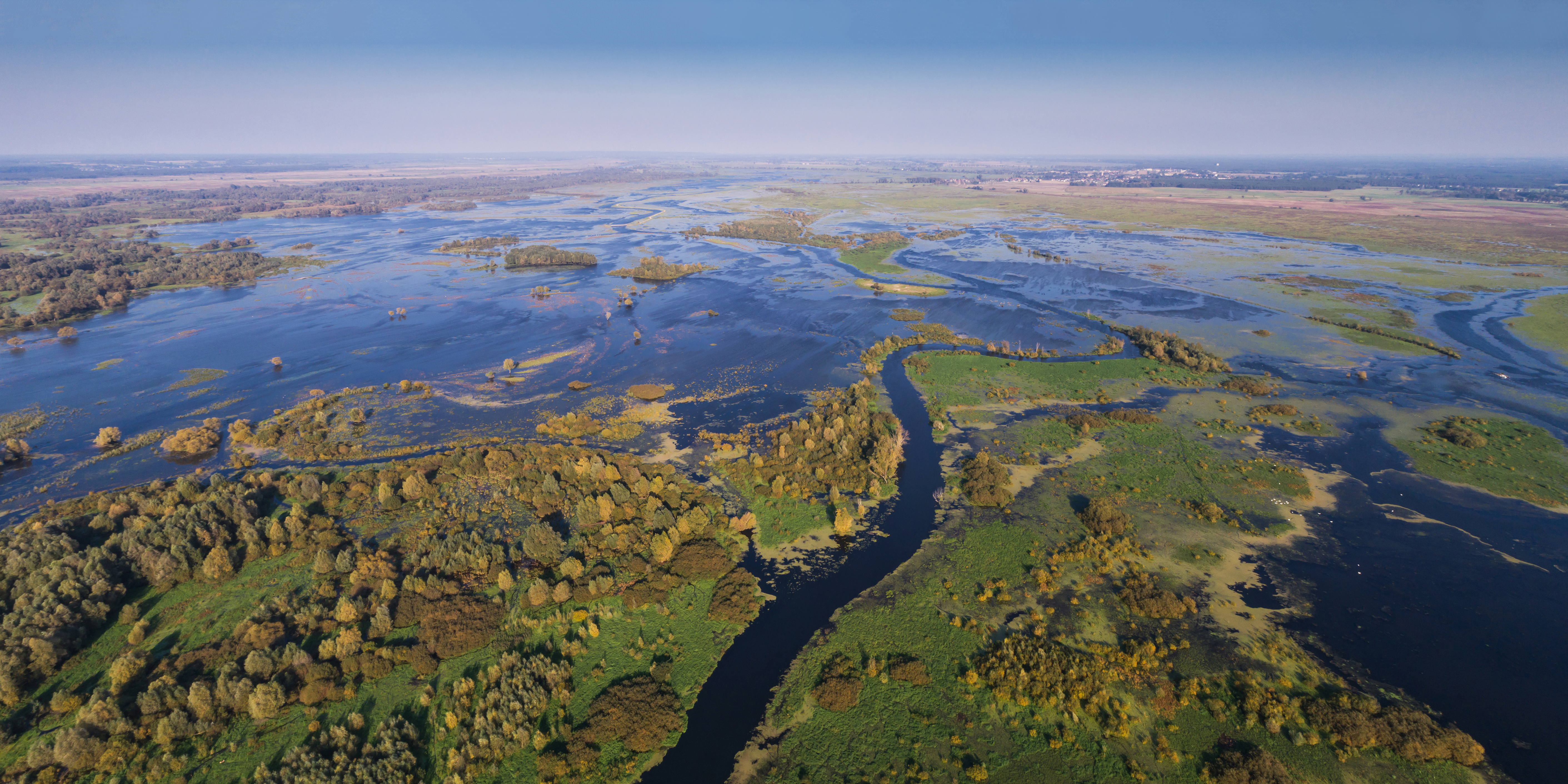
Nationalpark Warthemündung

Lebus gehört zu den wärmsten Gebieten innerhalb Polens mit vergleichsweise milden Wintern, hohen Jahresdurchschnittstemperaturen von 8,5 °C bis 10 °C und einer langen Vegetationsperiode von 210 bis 230 Tagen im Jahr. Im nördlichen Teil der Woiwodschaft sind durch die relative Nähe zur Ostsee stärkere ozeanische Einflüsse erkennbar, wohingegen das Klima in den mittleren und südlichen Teilen trockener und milder sowie kontinentaler ist. Seit einigen Jahren wird in dieser Region aufgrund der günstigen klimatischen Bedingungen auch wieder verstärkt Weinanbau betrieben. Die durchschnittlichen jährlichen Niederschlagsmengen bewegen sich in niederen Lagen bei Werten bis 550 mm, in höher gelegenen Gebieten sowie innerhalb der Seenplatten bei rund 600 mm. Westwindströmungen sind kennzeichnend für das Klima der Woiwodschaft.

### Naturschutzgebiete
- Nationalpark Drawa (Drawieński Park Narodowy)
- Nationalpark Warthemündung (Park Narodowy Ujście Warty)
- Landschaftsschutzgebiet Berlinchen-Landsberg (Barlinecko-Gorzowski Park Krajobrazowy)
- Landschaftsschutzpark Łagów (Łagowski Park Krajobrazowy)
- Muskauer Faltenbogen (Park Krajobrazowy Łuk Mużakowa), als Teil eines UNESCO Global Geopark
- Gryżyński Park Krajobrazowy
- Krzesiński Park Krajobrazowy
- Przemęcki Park Krajobrazowy
- Pszczewski Park Krajobrazowy

### Nachbarwoiwodschaften bzw. -bundesländer
|                         | Woiwodschaft Westpommern     |                        |
| Brandenburg Deutschland |                              | Woiwodschaft Großpolen |
| Sachsen Deutschland     | Woiwodschaft Niederschlesien |                        |

## Bevölkerung

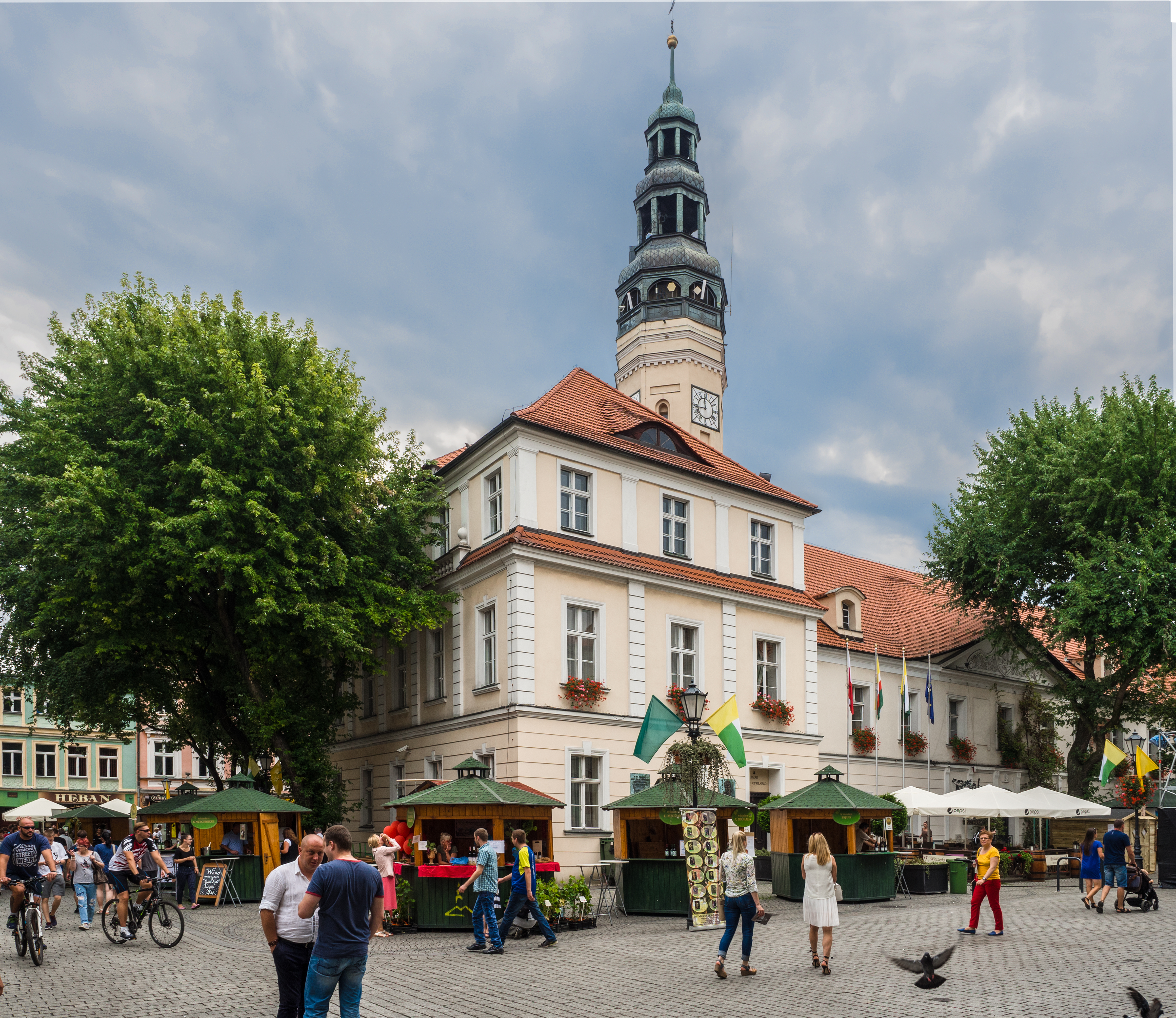
Zielona Góra

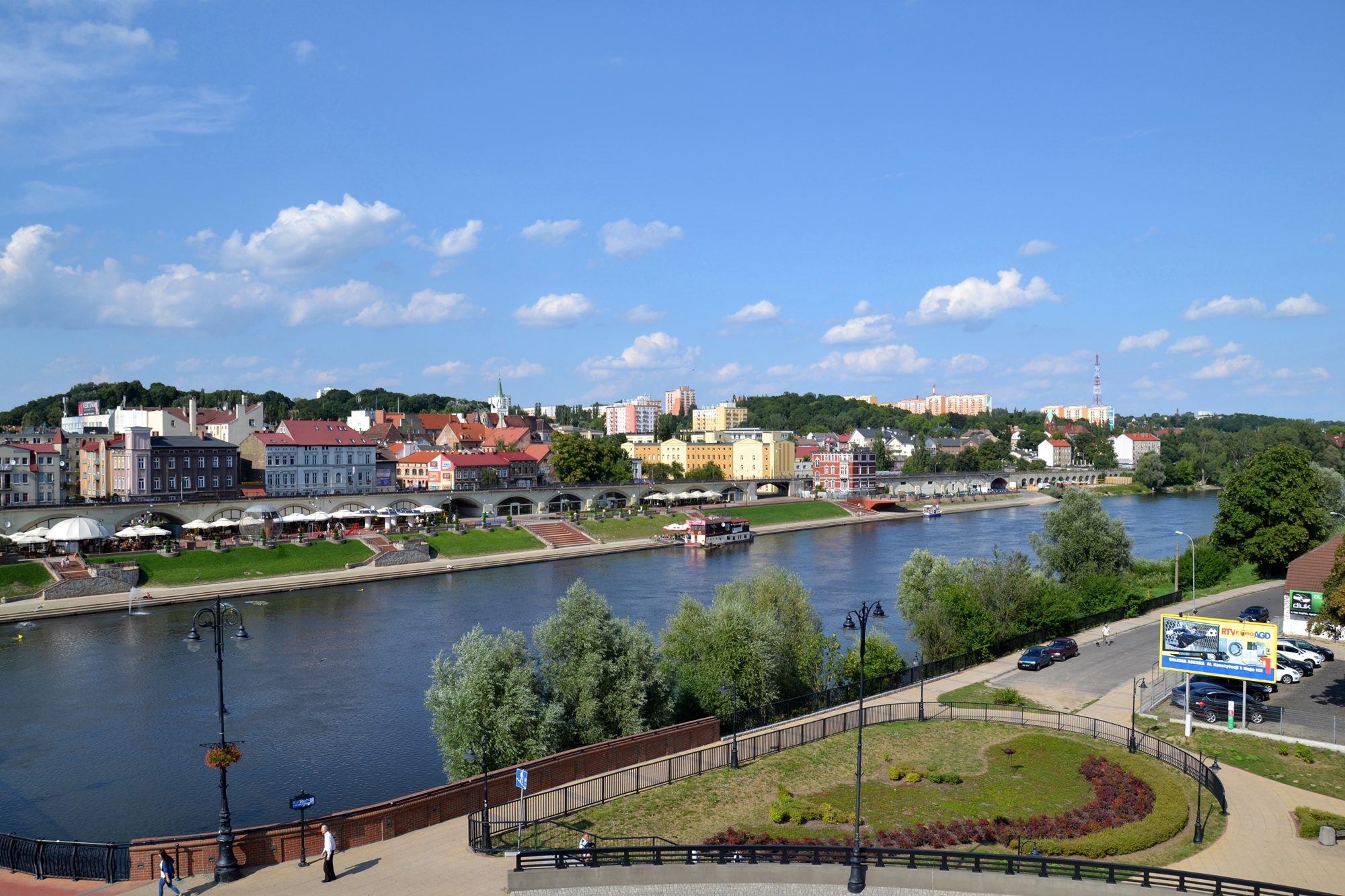
Gorzów Wielkopolski

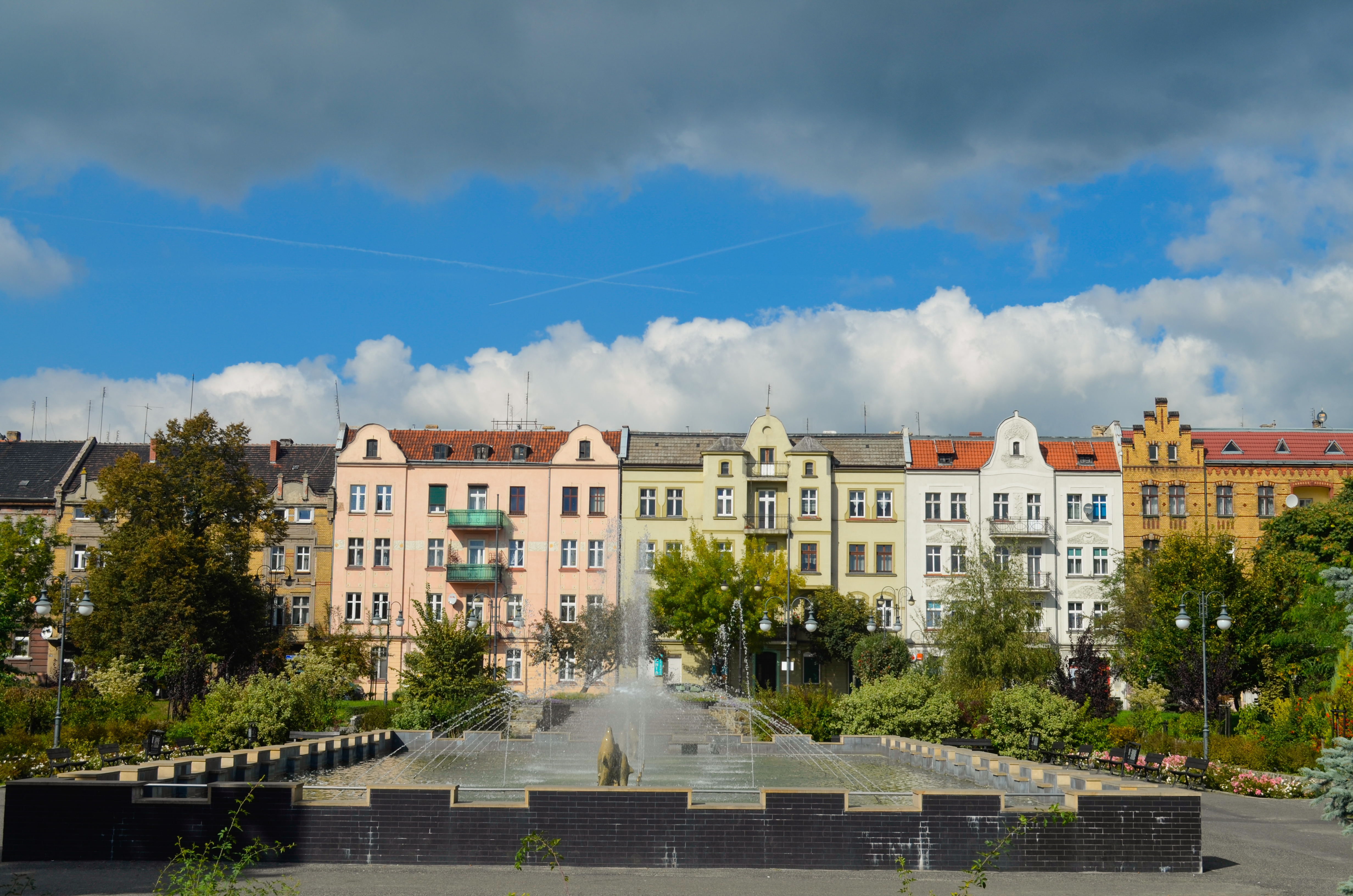
Nowa Sól

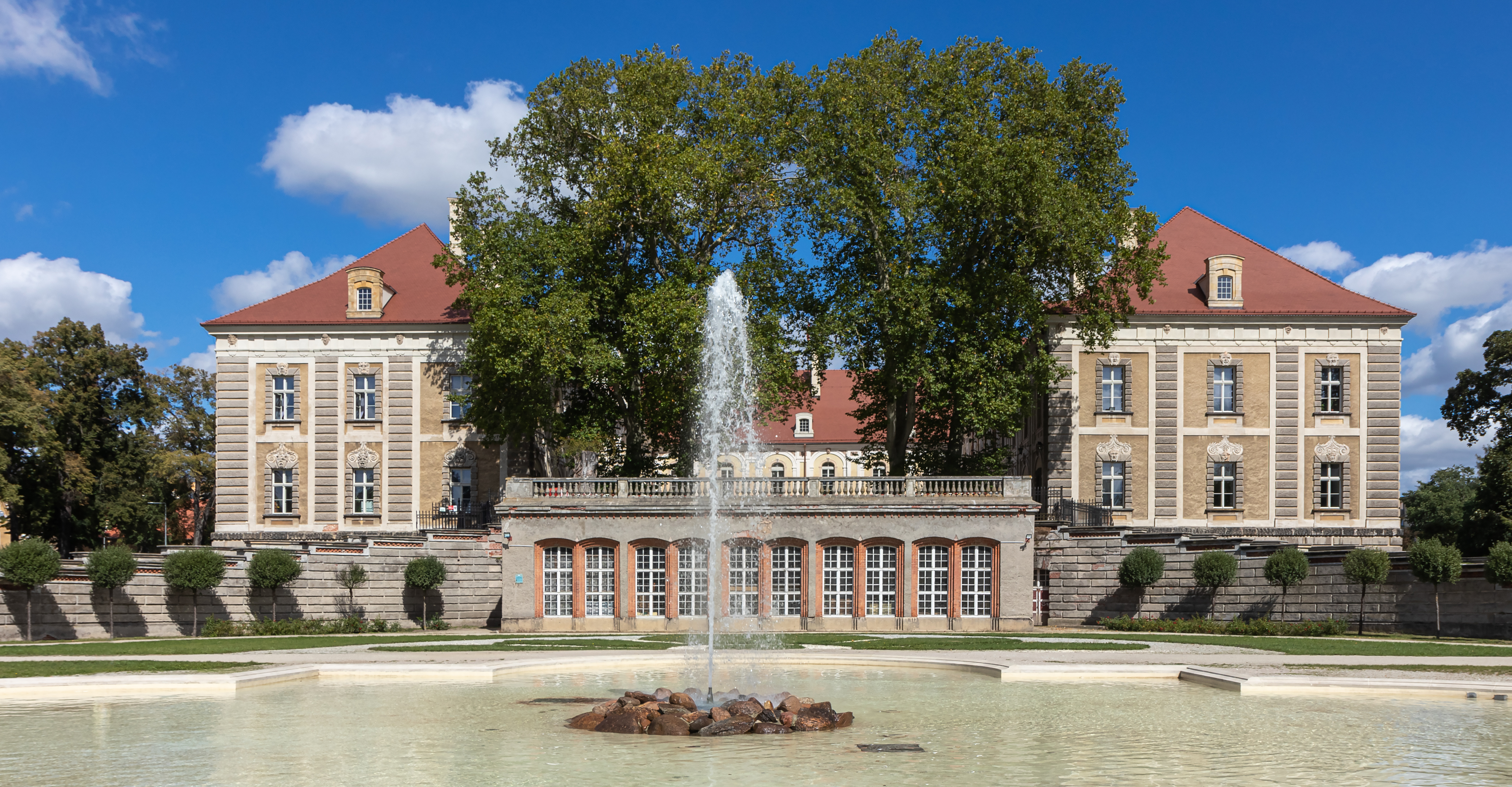
Żagań

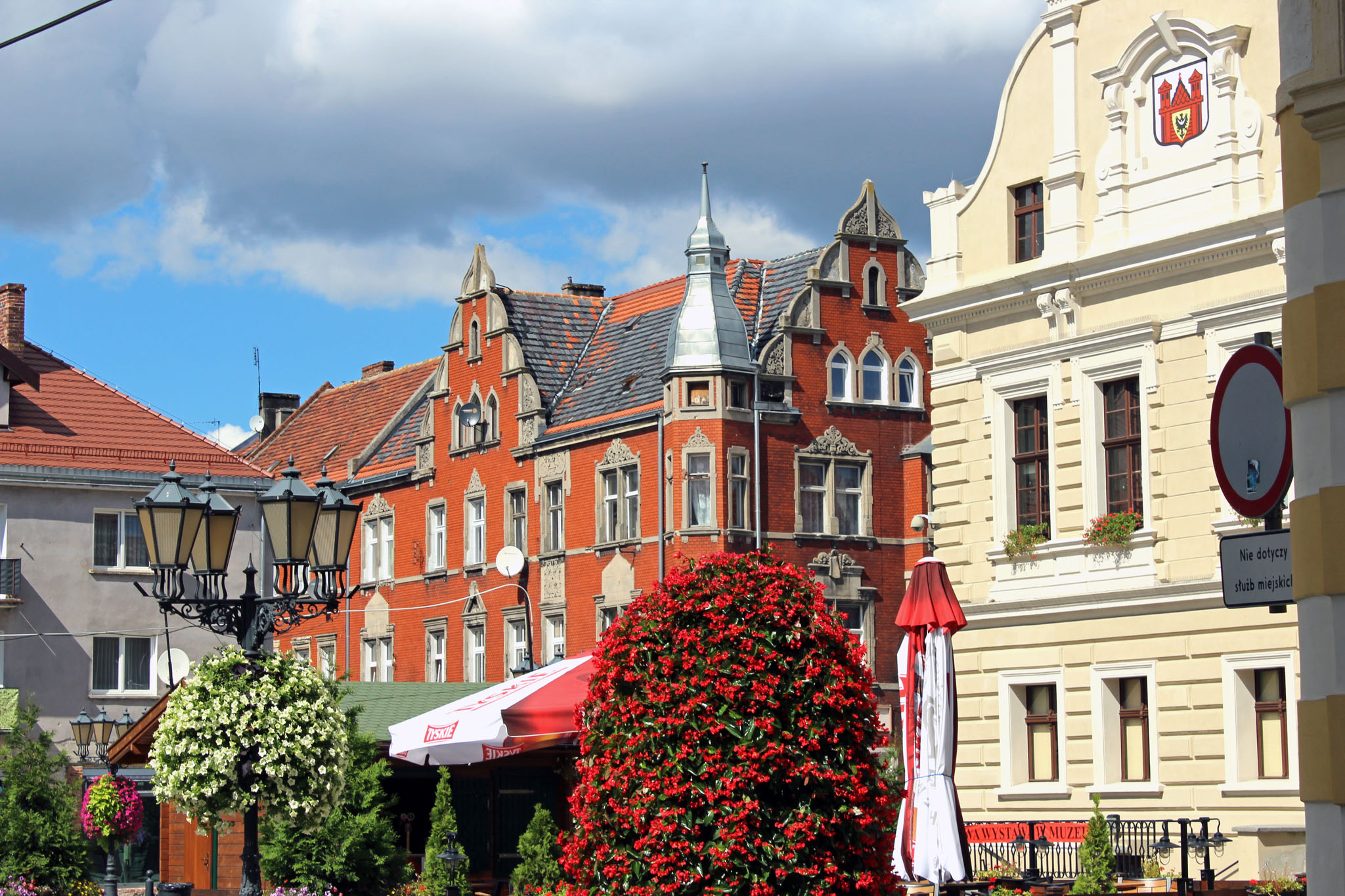
Świebodzin

Am 31. Dezember 2019 waren 1.011.592 Einwohner in der Woiwodschaft Lebus gemeldet, davon sind 492.166 Männer (48,65 %) und 519.426 Frauen (51,35 %). Knapp 65 Prozent der Bevölkerung lebt in Städten.
Die durchschnittliche Bevölkerungsdichte beträgt rund 72 Einwohner pro Quadratkilometer. In den beiden Hauptstädten Zielona Góra und Gorzów Wielkopolski sowie in den südlichen Landkreisen Nowa Sól, Żagań und Żary ist die Bevölkerungsdichte jeweils am höchsten, während sie im Landkreis Sulęcin lediglich 30 Einwohner pro Quadratkilometer beträgt.

### Bevölkerungsentwicklung
Die Bevölkerungszahl der Woiwodschaft Lebus bewegt sich seit vielen Jahren auf einem stabilen Niveau von knapp über einer Million Einwohnern.
| Jahr | Einwohnerzahl |
| ---- | ------------- |
| 1995 | 1.014.591     |
| 2000 | 1.008.472     |
| 2005 | 1.009.198     |
| 2010 | 1.011.024     |
| 2015 | 1.018.075     |
| 2019 | 1.011.592     |
| 2021 | 1.003.150     |

### Lebenserwartung
Im Jahr 2019 betrug die durchschnittliche Lebenserwartung in der Woiwodschaft Lebus bei Männern 72,9 Jahre und bei Frauen 81 Jahre.

### Größte Städte
Die beiden Städte Zielona Góra und Gorzów sind mit rund 140.000 bzw. 125.000 Einwohnern die einzigen Großstädte von Lebus. Die dann folgenden Städte haben gerade einmal ein Drittel dieser Einwohnerzahlen. Insgesamt gibt es 43 Städte in der Woiwodschaft Lebus.
| Stadt               | Powiat (Landkreis) | Deutscher Name          | Einwohner 31. Dezember 2020 |
| ------------------- | ------------------ | ----------------------- | --------------------------- |
| Zielona Góra        | kreisfrei          | Grünberg in Schlesien   | 140.892                     |
| Gorzów Wielkopolski | kreisfrei          | Landsberg an der Warthe | 122.589                     |
| Nowa Sól            | Nowa Sól           | Neusalz an der Oder     | 038.191                     |
| Żary                | Żary               | Sorau                   | 037.052                     |
| Żagań               | Żagań              | Sagan                   | 025.265                     |
| Świebodzin          | Świebodzin         | Schwiebus               | 021.550                     |
| Kostrzyn nad Odrą   | Gorzów             | Küstrin                 | 017.704                     |
| Międzyrzecz         | Międzyrzecz        | Meseritz                | 017.667                     |
| Słubice             | Słubice            | Frankfurt-Dammvorstadt  | 016.623                     |
| Sulechów            | Zielona Góra       | Züllichau               | 016.592                     |
| Gubin               | Krosno Odrzańskie  | Guben                   | 016.528                     |
| Lubsko              | Żary               | Sommerfeld              | 013.733                     |

## Wirtschaft
Lebus hat eine mäßig stark ausgeprägte Industrie, die sich vor allem auf die Hauptstädte, auf die Kreisstädte Nowa Sól und Żary sowie auf die Standorte der Sonderwirtschaftszone Kostrzyn-Słubice (K-SSSE) fokussiert. Wichtige Wirtschaftszweige sind die Elektroindustrie, Maschinenbau, Holzverarbeitung und Möbelindustrie, die chemische Industrie sowie die Lebensmittelproduktion. In der Wirtschaftsstruktur dominieren kleine und mittelständische Betriebe.
Verglichen mit anderen polnischen Regionen spielt die Landwirtschaft nur eine untergeordnete Rolle, da nur rund 40 Prozent der Flächen landwirtschaftlich genutzt werden. Weite Landstriche weisen eher nährstoffarme Sandböden auf, lediglich lokal sind fruchtbarere Braun- und Schwarzerden zu finden. Es werden hauptsächlich Getreide (vor allem Gerste, Weizen und Triticale) und Kartoffeln angebaut. Regional wird auch der Weinanbau wieder verstärkt betrieben. Bedingt durch ausgedehnte Waldgebiete ist allerdings die Forstwirtschaft von Bedeutung.
Rund um die Seenplatten in Lubniewice, Łagów, Niesulice und Sława gibt es außerdem eine Vielzahl an kleineren touristischen Einrichtungen.
Im Vergleich mit dem BIP der EU ausgedrückt in Kaufkraftstandards erreichte die Woiwodschaft 2018 einen Index von 58 (EU-27 = 100), bezogen auf den Wert pro Erwerbstätigem erreichte Lebus hingegen einen Index von 67 (EU-27 = 100).
Mit einem Wert von 0,862 erreicht Lebus Platz 14 unter den 16 Woiwodschaften Polens im Index der menschlichen Entwicklung.

### Arbeitsmarkt
Die Arbeitslosenquote lag 2004 noch bei 23,2 %, im Dezember 2009 bei 15,9 %. Sie beträgt 2020 schließlich noch rund 6 %.
Am niedrigsten waren die Arbeitslosenquoten im Juli 2020 in den Hauptstädten Zielona Góra (3,5 %) und Gorzów Wielkopolski (3,6 %) sowie in den Landkreisen Słubice (3,7 %) sowie Świebodzin und Gorzów (jeweils 4,9 %). Die höchsten Arbeitslosenquoten verzeichneten die Landkreise Strzelce-Drezdenko (11,1 %), Żagań (9,9 %) und Krosno Odrzańskie (9,6 %).

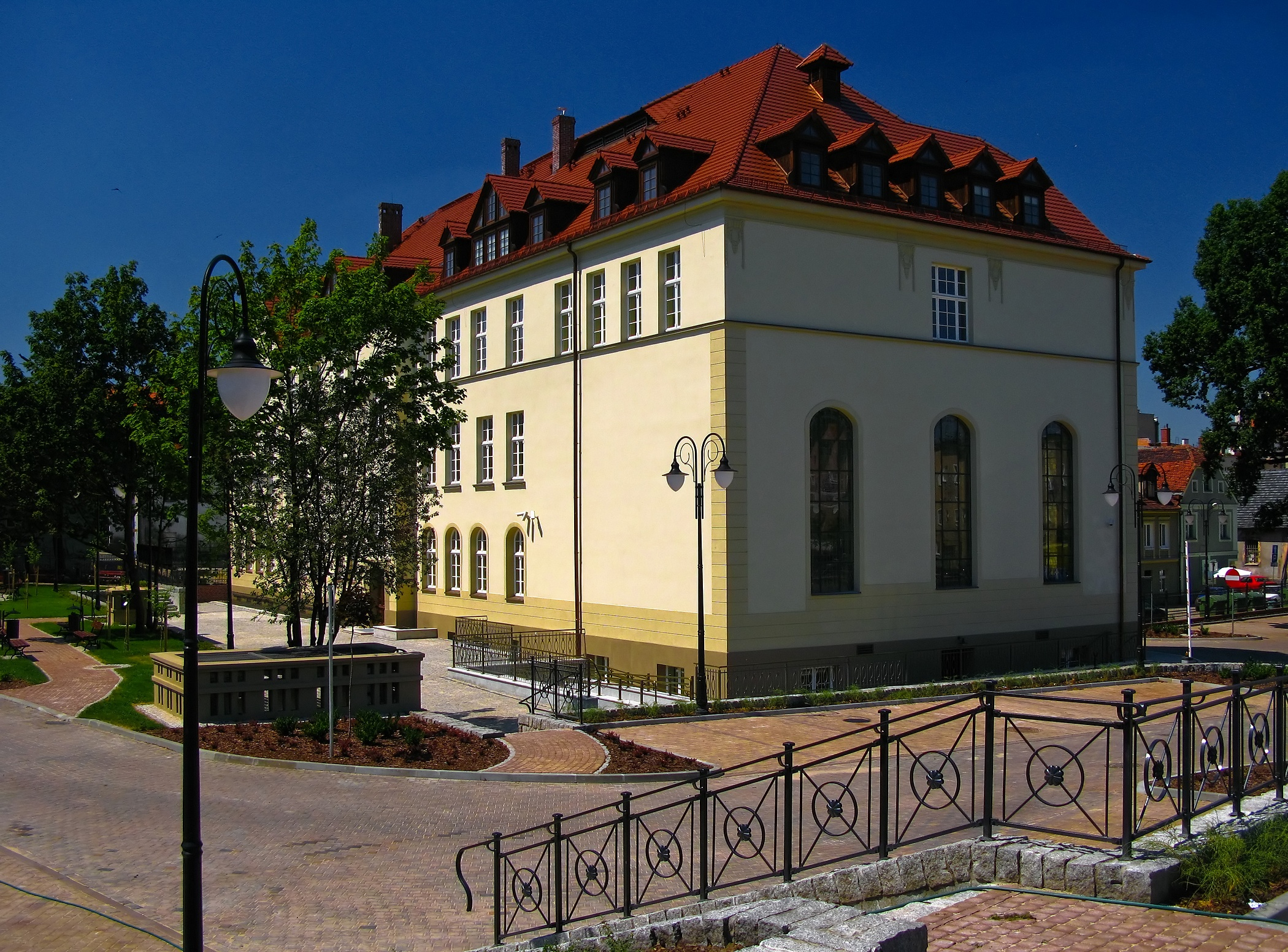
Rektorat der Universität Zielona Góra

### Bildungswesen
- Universität Zielona Góra (Uniwersytet Zielonogórski)
- Collegium Polonicum in Słubice
- Higher School of Business in Gorzów Wielkopolski (Wyższa Szkoła Biznesu w Gorzowie Wielkopolskim)
- Lausitzer Hochschule in Żary (Łużycka Szkoła Wyższa im. Jana Benedykta Solfy)

### Grenzüberschreitende Zusammenarbeit
- Euroregion Pro Europa Viadrina
- Euroregion Spree-Neiße-Bober

## Infrastruktur

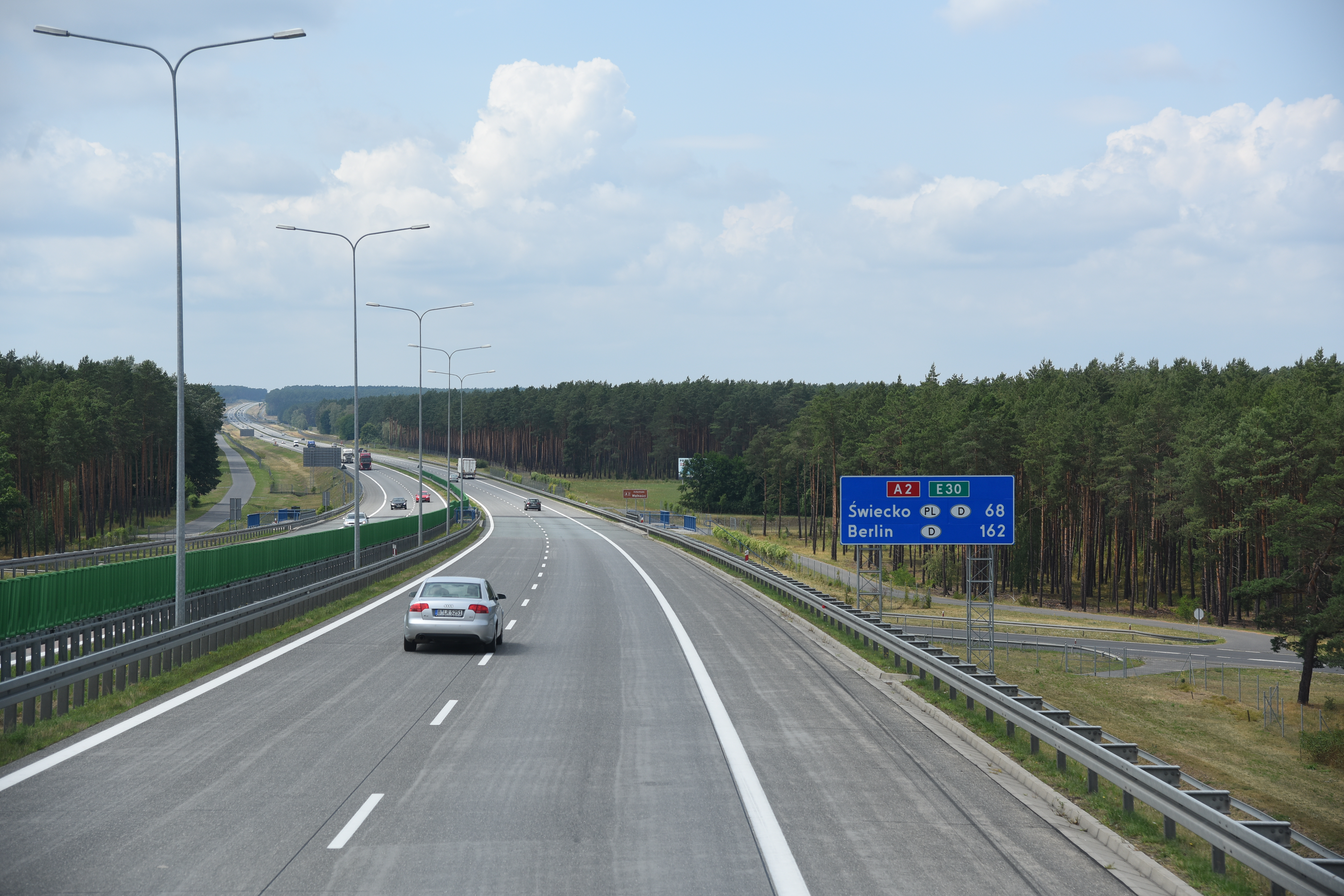
Autobahn A2

### Straße
Die Hauptverkehrsachse der Woiwodschaft Lebus, an welche die beiden Hauptstädte angeschlossen sind, ist die Europastraße 65 (polnische Schnellstraße S3), die international Skandinavien mit Südosteuropa und auf nationaler Ebene die polnische Ostseeküste mit Niederschlesien verbindet.
Mitten durch die Woiwodschaft führt außerdem die bedeutende Europastraße 30 (polnische Autobahn A2) von Cork in Irland über Großbritannien, Niederlande und Deutschland (u. a. Berlin) nach Warschau und Osteuropa (Minsk–Moskau), an die allerdings keine der beiden größten Städte unmittelbar angeschlossen ist. Die Stadt Świebodzin bildet den bedeutendsten Verkehrsknotenpunkt der Region, an dem die beiden Europastraßen 65 und 30 sich kreuzen.
Im Südwesten durchquert zudem die Europastraße 36 (zukünftige polnische Autobahn A18) die Woiwodschaft. Diese verbindet Berlin und Cottbus mit Wrocław und weiteren Städten im Süden Polens.
Weitere wichtige Straßenverbindungen in der Region sind:
- Landesstraße 12: Łęknica – Żary – Żagań – Leszno – Lublin
- Landesstraße 22: (Berlin) – Kostrzyn – Gorzów Wlkp. – Gdańsk
- Landesstraße 24: (Gorzów Wlkp.) – Skwierzyna – Poznań
- Landesstraße 27: (Görlitz) – Żary – Zielona Góra
- Landesstraße 29: Słubice – Krosno Odrz. – (Zielona Góra)
- Landesstraße 32: (Cottbus) – Gubin – Krosno Odrz. – Zielona Góra – Poznań

Das befestigte Straßennetz der Region hatte im Jahr 2019 eine Gesamtlänge von rund 9.004 km, davon entfielen 169 km auf Schnellstraßen und 89 km auf Autobahnen.
Darüber hinaus existierten in der Woiwodschaft Lebus im Jahr 2019 ausgebaute Radwege auf einer Länge von rund 643 km.

### Eisenbahn

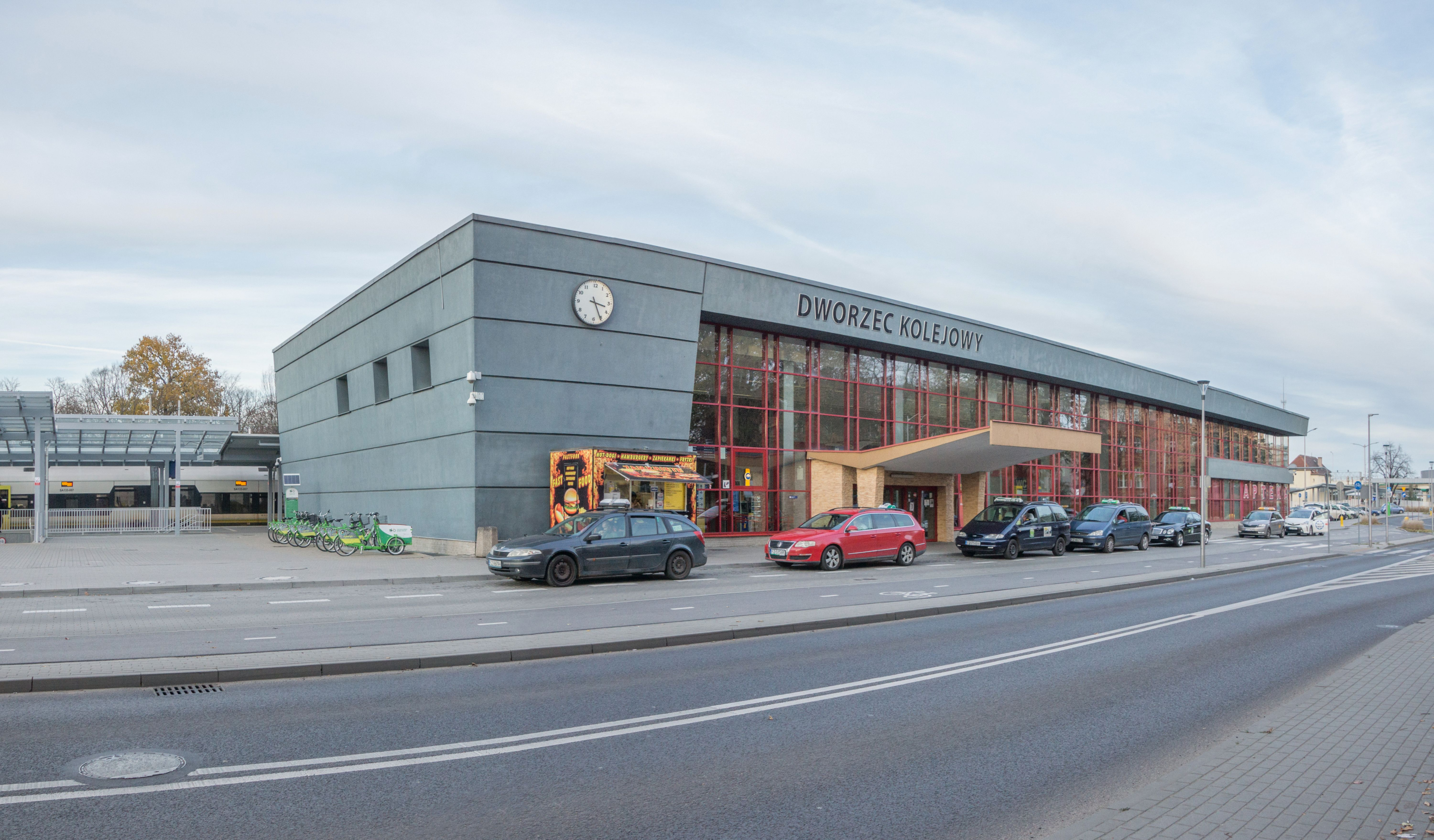
Der Hauptbahnhof in Zielona Góra

Durch das Woiwodschaftsgebiet verlaufen die Hauptstrecken Berlin–Warschau, Szczecin–Wrocław, Zielona Góra-Zbąszynek und Szczecin–Poznań. Der ehemaligen Preußischen Ostbahn kommt nur noch regionale Bedeutung in der Relation Kostrzyn nad Odrą–Gorzów Wielkopolski–Krzyż Wielkopolski zu.
Grenzbahnhöfe befinden sich an der Hauptstrecke Berlin–Warschau in Słubice, an der Ostbahn in Kostrzyn sowie an der Bahnstrecke Berlin–Wrocław in Zasieki.
Das Eisenbahnnetz der Region hatte im Jahr 2019 eine Gesamtlänge von 927 km, wovon 334 km elektrifiziert sind. Gegenüber 2016 erfolgte wieder eine leichte Zunahme von vormals 909 km.

### Luftfahrt
- Regionaler Flughafen Zielona Góra-Babimost, 34 km nordöstlich von Zielona Góra gelegen

### Schifffahrt
Binnenschifffahrtswege:
- Oder,
- Warthe,
- Netze,
- Lausitzer Neiße ab Gubin.

## Sport
Von besonderer Bedeutung in der Woiwodschaft Lebus ist der Speedway-Sport. Beide Hauptstädte sind mit den Vereinen Falubaz Zielona Góra bzw. Stal Gorzów Wielkopolski sehr erfolgreich in der höchsten polnischen Speedway Ekstraliga vertreten.
Außerdem erfolgreich auf nationaler und europäischer Ebene ist der Basketballverein Zastal Zielona Góra.
In Drzonków bei Zielona Góra befindet sich ein Sportzentrum, welches auf den Modernen Fünfkampf spezialisiert ist.